# O Caso dos Irmãos Naves
O Caso dos Irmãos Naves é um filme brasileiro de 1967, do gênero drama, dirigido por Luís Sérgio Person e com roteiro co-escrito por este e Jean-Claude Bernardet. O filme conta a história real do Caso dos Irmãos Naves, ocorrido durante o Estado Novo, na qual dois irmãos foram presos e forçados, através de tortura, a confessarem um crime que não cometeram; o roteiro do filme foi livremente adaptado do romance de João Alamy Filho, que fora o advogado dos irmãos.
O filme foi inscrito na quinta edição do Festival Internacional de Cinema de Moscou, sendo lançado nos cinemas do Brasil em 5 de junho de 1967. O Caso dos Irmãos Naves chegou a ser nomeado como representante brasileiro na disputa por uma indicação ao Óscar de melhor filme estrangeiro em 1968, mas nem mesmo chegou a ser finalista.
Em novembro de 2015 o filme entrou na lista feita pela Associação Brasileira de Críticos de Cinema (Abraccine) dos 100 melhores filmes brasileiros de todos os tempos.

## Sinopse
Conta a história real, ocorrida em Araguari (interior de Minas Gerais), da prisão e tortura dos irmãos Naves, Joaquim e Sebastião, injustamente acusados de um crime na época do Estado Novo de Getúlio Vargas. Presos e torturados, os Naves são obrigados a confessar um crime que não cometeram.

Segundo o professor Sergio Salomão Shecaira e o deputado federal Paulo Teixeira:
| “ | Na ditadura Vargas, o recurso se processava com o réu preso, ainda que este fosse absolvido em primeira instância. No famoso erro judiciário conhecido como Caso dos Irmãos Naves, dois irmãos permaneceram encarcerados por oito anos durante todo o processamento do recurso do Ministério Público. Os réus haviam sido absolvidos pelo Tribunal do Júri de Araguari e só foram condenados pelo Tribunal de Belo Horizonte. Somente após a concessão da liberdade em sede de livramento condicional um dos acusados descobriu que a suposta vítima de homicídio estava acoitada na fazenda de seu pai. Naquele caso, a concessão da liberdade acabou funcionando como um permissivo para que o acusado de um crime muito grave pudesse demonstrar sua própria inocência. O Estado pagou a maior indenização de que se tem notícia por um erro judiciário. | ” |

## Elenco
- Juca de Oliveira.... Sebastião Naves
- Raul Cortez... Joaquim Naves
- Anselmo Duarte.... tenente de polícia
- Sérgio Hingst.... juiz
- John Herbert... Dr. Alamy
- Lélia Abramo... Dona Ana
- Cacilda Lanuza... esposa de Sebastião
- Julia Miranda... esposa de Joaquim
- Hiltrud Holz

## Principais prêmios e indicações
Festival de Brasília 1967 (Brasil)
- Vencedor (Troféu Candango) nas categorias:
  - Melhor Roteiro
  - Melhor Atriz Coadjuvante (Lélia Abramo).

Festival de Moscou 1967 (Rússia)
- Indicado ao Grand Prix[carece de fontes?]